# Encheliophis sagamianus
Encheliophis sagamianus är en fiskart som först beskrevs av Tanaka, 1908.  Encheliophis sagamianus ingår i släktet Encheliophis och familjen nålfiskar. Inga underarter finns listade i Catalogue of Life.